# Аналоги нуклеозидов

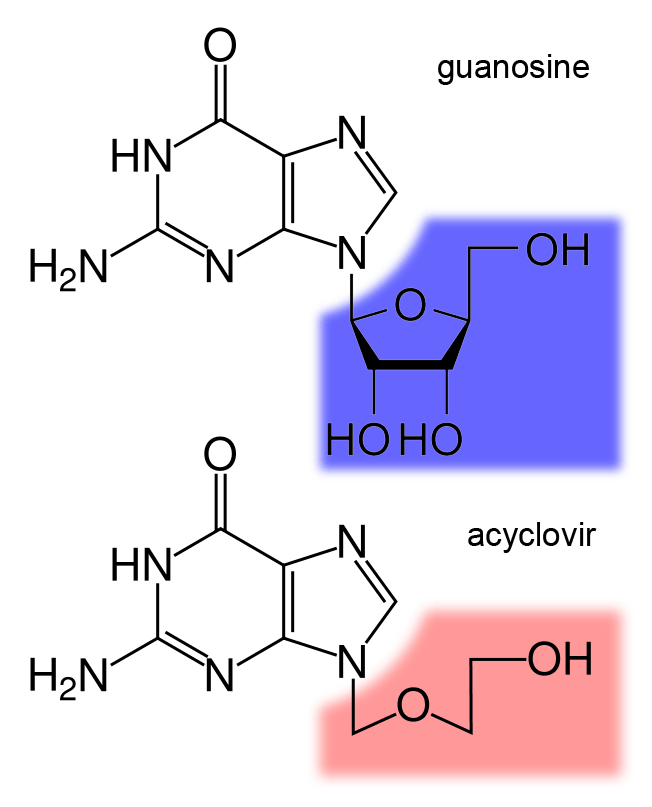
Противовирусный препарат ацикловир (внизу), аналог нуклеозида, действие которого имитирует гуанозин (вверху)

Аналоги нуклеозидов представляют собой нуклеозиды, которые содержат аналог нуклеиновой кислоты и сахар. Аналоги нуклеотидов представляют собой нуклеотиды, которые содержат аналог нуклеиновой кислоты, сахар и фосфатную группу с одним-тремя фосфатами.
Аналоги нуклеозидов и нуклеотидов можно использовать в терапевтических препаратах, включая ряд противовирусных продуктов, используемых для предотвращения репликации вируса в инфицированных клетках. Наиболее часто используется ацикловир, хотя его включение в эту категорию сомнительно, потому что он действует как нуклеозид, но не содержит фактического сахара, поскольку сахарное кольцо заменено структурой с открытой цепью.
Нуклеотиды и аналоги нуклеозидов также можно найти в природе. Примеры включают ddhCTP (3'-дезокси-3',4'-дидегидро-CTP), продуцируемый противовирусным белком человека гадюкой, и синефунгин (аналог S-аденозилметионина ), продуцируемый некоторыми стрептомицетами.

## Функция
Данные агенты могут быть использованы против вируса гепатита B, вируса гепатита C, простого герпеса и ВИЧ. После фосфорилирования они действуют как антиметаболиты, будучи достаточно похожими на нуклеотиды, чтобы встраиваться в растущие нити ДНК; но они действуют как терминаторы цепи и останавливают вирусную ДНК-полимеразу. Они не специфичны для вирусной ДНК и также влияют на митохондриальную ДНК. Из-за этого они имеют побочные эффекты, такие как подавление костного мозга.
Существует большое семейство нуклеозидных аналогов ингибиторов обратной транскриптазы, поскольку продукция ДНК с помощью обратной транскриптазы сильно отличается от нормальной репликации ДНК человека, поэтому можно сконструировать аналоги нуклеозидов, которые преимущественно включаются первыми. Однако некоторые аналоги нуклеозидов могут действовать как НИОТ и ингибиторы полимеразы для других вирусов (например, гепатита B).
Менее селективные аналоги нуклеозидов используются в качестве химиотерапевтических средств для лечения рака, например, гемцитабин . Они также используются в качестве антитромбоцитарных препаратов для предотвращения образования тромбов, тикагрелор и кангрелор.

## Резистентность
Резистентность может быстро развиться всего за одну мутацию. Мутации происходят в ферментах, фосфорилирующих препарат и активирующих его: в случае простого герпеса резистентность к ацикловиру возникает из-за мутации, поражающей вирусный фермент тимидинкиназу. Поскольку для активации аналогов нуклеозидов требуется два фосфорилирования, одно осуществляется вирусным ферментом, а другое - ферментами клетки-хозяина, мутации вирусной тимидинкиназы мешают первому из этих фосфорилирований; в таких случаях препарат остается неэффективным. Однако существует несколько различных препаратов-аналогов нуклеозидов, и устойчивость к одному из них обычно преодолевается путем перехода на другой препарат того же типа (например, фамцикловир, пенцикловир, валацикловир).

## Примеры
Препараты-аналоги нуклеозидов включают:
- аналоги дезоксиаденозина :
  - диданозин (ddI) (ВИЧ)
  - видарабин (противовирусный)
- аналоги аденозина :
  - галидесивир (Эбола)
  - ремдесивир (Эбола) (Марбург) (коронавирус)
- аналоги дезоксицитидина :
  - цитарабин (химиотерапия)
  - гемцитабин (химиотерапия)
  - эмтрицитабин (FTC) (ВИЧ)
  - ламивудин (3ТС) (ВИЧ, гепатит B)
  - зальцитабин (ddC) (ВИЧ)
- аналоги гуанозина и дезоксигуанозина :
  - абакавир (ВИЧ)
  - ацикловир
  - энтекавир (гепатит B)
- аналоги тимидина и дезокситимидина :
  - ставудин (d4T)
  - телбивудин (гепатит B)
  - зидовудин (азидотимидин или AZT) (ВИЧ)
- аналоги дезоксиуридина :
  - идоксуридин
  - трифлуридин

Родственными препаратами являются аналоги нуклеооснований, которые не включают сахар или аналог сахара, и аналоги нуклеотидов, которые также включают фосфатные группы.

## Использованная литература
1. ↑  A naturally occurring antiviral ribonucleotide encoded by the human genome. Nature. 558 (7711). Springer Science and Business Media LLC: 610–614. June 2018. Bibcode:2018Natur.558..610G. doi:10.1038/s41586-018-0238-4. PMID 29925952. {{cite journal}}: Недопустимый |display-authors=6 (справка)
2. ↑  Vedel, M (1978-11-14). The antifungal antibiotic sinefungin as a very active inhibitor of methyltransferases and of the transformation of chick embryo fibroblasts by Rous sarcoma virus. Biochemical and Biophysical Research Communications. 85 (1): 371–6. doi:10.1016/s0006-291x(78)80052-7. PMID 217377.